# Thom Russo
Thomas Russo (Cleveland, Ohio, Estados Unidos, 31 de diciembre de 1969) es un productor discográfico, compositor, ingeniero, mezclador y compositor estadounidense. Su gama de obras desde Pop Rock a Alternativa Latina recibió 3 premios Grammy.

## Vida y educación
Thom Russo nació el 31 de diciembre de 1969 en Cleveland, Ohio.
Estudió composición, teoría musical y música electrónica en la Northwestern University, en Evanston, Illinois, y se graduó en 1988. Vive y trabaja en Los Ángeles.

## Carrera
Russo comenzó su carrera profesional como músico, pero se interesó como estudiante universitario en producción musical, composición, ingeniería y grabación como estudiante universitario. Primero trabajó en River North Studios en Chicago como mentor bajo muchos compositores y arreglistas prolíficos en la industria de la publicidad, y luego se trasladó a Larrabee Sound, uno de los estudios de grabación más grandes y famosos de Los Ángeles, y más tarde bajo la dirección de Nettwerk Producer Management. 
Como uno de los primeros proyectos en Larrabee a principios de la década de 1990, Russo produjo las voces para el álbum de Michael Jackson Dangerous  (1991).
Ese trabajo inicial sentó las bases para la carrera posterior de Russo. A lo largo de los años, ha trabajado con una variedad de músicos reconocidos, además de Michael Jackson.
- Audioslave (Audioslave, Like a Stone, Doesn't Remind Me, Out of exile),
- Michael Jackson (King of Pop),
- Johnny Cash (American IV: The Man Comes Around),
- Pedro Suárez-Vértiz (Amazonas (álbum)),
- Toto (Kingdom of Desire)
- Eric Clapton (Change The World),
- System of a Down  (Steal This Album!)

Las técnicas de mezcla de Russo incluyen el filtrado de audio de uso común con diferentes micrófonos y ecualizadores, reducción y amplificación mediante DRC, sonido  desvanecimiento y una variedad de enfoques menos convencionales.

## Premios
Russo ha recibido 12 premios disco de platino por su trabajo en la industria de la música y ganó 2 premios Grammy estadounidenses y 12 premios Grammy latinos.